# Walterschlag (Gemeinde Schweiggers)
Walterschlag ist eine Ortschaft und eine Katastralgemeinde der Gemeinde Schweiggers im Bezirk Zwettl in Niederösterreich.

## Geschichte
Laut Adressbuch von Österreich waren im Jahr 1938 in Walterschlag ein Schneider, ein Viktualienhändler und zahlreiche Landwirte ansässig.

## Siedlungsentwicklung
Zum Jahreswechsel 1979/1980 befanden sich in der Katastralgemeinde Walterschlag insgesamt 32 Bauflächen mit 15.286 m² und 7 Gärten auf 511 m², 1989/1990 gab es 24 Bauflächen. 1999/2000 war die Zahl der Bauflächen auf 58 angewachsen und 2009/2010 bestanden 37 Gebäude auf 64 Bauflächen.

## Bodennutzung
Die Katastralgemeinde ist landwirtschaftlich geprägt. 163 Hektar wurden zum Jahreswechsel 1979/1980 landwirtschaftlich genutzt und 134 Hektar waren forstwirtschaftlich geführte Waldflächen. 1999/2000 wurde auf 160 Hektar Landwirtschaft betrieben und 136 Hektar waren als forstwirtschaftlich genutzte Flächen ausgewiesen. Ende 2018 waren 157 Hektar als landwirtschaftliche Flächen genutzt und Forstwirtschaft wurde auf 137 Hektar betrieben. Die durchschnittliche Bodenklimazahl von Walterschlag beträgt 27,4 (Stand 2010).